# Allure (EP)
Allure è il terzo EP della cantante sudcoreana Hyomin, pubblicato nel 2019 dalla nuova etichetta discografica Sublime Artist Agency.

## Tracce
1. Allure (Jazz version)
2. Allure
3. U Umm U Umm
4. Mango
5. You
6. Allure (Chinese version)
7. U Umm U Umm (Chinese version)
8. Mango (Chinese version)